# Torgås
Torgås är en bebyggelse norr om Lima vid riksväg 66 och Västerdalälven i Lima socken i Malung-Sälens kommun. Från 2015 avgränsar SCB här en småort. Fram till 2015 räknades bebyggelsen som en del av norra delen av tätorten Lima.